# 烏里茨科耶湖
55°59′26″N 30°34′14″E / 55.99056°N 30.57056°E

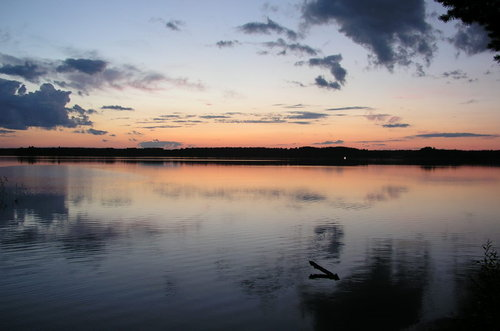

烏里茨科耶湖（俄语：Урицкое），是俄羅斯的湖泊，位於該國西北部，由普斯科夫州負責管轄，處於大盧基區，面積11.8平方公里，集水區面積142平方公里，平均水深4.1米，最大水深10米。